# Симкин, Даниил Дмитриевич
Даниил Дмитриевич Симкин (родился 12 октября 1987 года;  Новосибирск, Новосибирская область, РСФСР, СССР) — российский и американский артист и ведущий солист балета. Выступает в американском театре балета.

## Биография
Родители Даниила — Дмитрий Симкин и Ольга Александрова —  также были артистами балета: семья уехала из СССР в 1990 году. Они занимались танцами в городе Грац (Австрия), затем давали концерты в различных городах Германии, прежде чем остановиться в Висбадене в 1993 году, где Симкин провел остаток своего детства.
В отличие от большинства профессиональных артистов балета Симкин не посещал профессиональную балетную школу. Его обучала в частном порядке мать, ставшая учителем балета после ухода из танцев в 1999 году.
Первую профессиональную должность Симкин получил в Венском театре оперы и балета, там он был вторым солистом с 2006 по 2008 год. В это же время он дебютировал в главной роли с Национальным балетом Литвы в качестве гостя. В 2008 году стал солистом в американском театре балета в Нью-Йорке, а в 2012 году ему было присвоено звание ведущего солиста балета.
Даниил Симкин регулярно появляется на международных балетных гала-концертах, он даже представил собственный гала-концерт в Афинах в 2009 году в соавторстве со своим отцом, который сейчас работает с ним в качестве хореографа и художника-постановщика.
Симкина часто считают одним из наиболее значимых мужских талантов, что были в балете за последние годы. Он относительно невысок и довольно лёгок, и он немного своенравен, но отмечен за высоту прыжков, скорость и точность пируэтов, а также за прекрасное взаимодействие с аудиторией, на уровне подсознания. Симкин был отмечен как один из первых артистов балета, активных в веб 2.0 медиа, таких как Ютуб и твиттер, также он говорил в интервью о необходимости для балета раскрыть и показать себя людям и восстановить связь с аудиторией.